# Gousset
Gousset è un termine utilizzato in araldica per indicare una pezza costituita dalla fusione di una punta rovesciata con un palo dello stesso smalto. 
Taluni araldisti, in particolare quelli francesi, utilizzano il termine per indicare la pezza costituita dalla pergola con il triangolo superiore pieno.
Esiste anche il gousset rovesciato, nel quale il triangolo si trova verso la punta.

D'argento, al gousset di rosso
D'argento, al gousset (francese) di rosso
D'oro, al gousset rovesciato d'azzurro caricato in cuore da un giglio del campo sormontato da un lambello di rosso attraversante sul tutto (Bocche del Rodano, Francia)
Di rosso, al gousset ondato d'argento, caricato in capo di un abete sradicato di verde, addestrato da una croce gigliata d'oro, e sinistrato da una torre dello stesso, mattonata di nero, aperta e finestrata del campo (Cabano, Canada[1])
D'armellino, al gousset d'azzurro, caricato in capo da una nave fornita e vestita d'oro, sostenuta da un pastorale in palo dello stesso (Landévennec, Francia)